# Liste der Straßen und Plätze in Flensburg/J
| Name                                   | Hintergrund | Koordinate                                | Schild |
| -------------------------------------- | --- | ----------------------------------------- | ------ |
| Jacob-Hansen-Weg Jacob Hansens Vej     | Jacob Hansen war ein Kaufmann und der Gründer des Verschönerungsvereins Flensburgs. | Lage, Friesischer Berg/Weiche (PLZ 24941) |        |
| Jacob-Nöbbe-Bogen                      | Nach Jacob Nöbbe benannt. | Lage, Nordstadt (PLZ 24939)               |        |
| Jägerweg Jægervej                      | Führt nach Jägerslust im Stiftungsland Schäferhaus. | Lage, Weiche (PLZ 24941)                  |        |
| Jahnstraße Jahngade                    | Nach Friedrich Ludwig Jahn benannt. | Lage, Fruerlund (PLZ 24943)               |        |
| * Jahrtausendallee                     | 2001 angelegte Kastanienallee an der Ringstraße, die jedoch in den Folgejahren auf Grund des Bakteriums Pseudomonas zu einer Allee mit gemischtem Baumbestand umgewandelt wurde. Sie verläuft entlang der Ringstraße, beginnt ungefähr beim Sportverein Adelby von 1950 und endet ungefähr bei der Straße Sünderup (Dorf). | Lage, Tarup                               |        |
| Jakob-Röschmann-Weg                    | Nach Jakob Röschmann benannt. | Lage, Weiche (PLZ 24941)                  |        |
| Jarplunder Weg Jaruplundvej            | Weg von Kleintastrup Richtung Jarplund. | Lage, Südstadt (PLZ 24941)                |        |
| Jens-Due-Straße Jens Dues Gade         | Straßenname mit Bezug zur Duburg. | Lage, Neustadt (PLZ 24939)                |        |
| Jens-Due-Weg                           | Straßenname mit Bezug zur Duburg. | Lage, Neustadt (PLZ 24939)                |        |
| Johannes-Mejer-Weg                     | Der von der FDP eingereichte Antrag „RV-37/2014 1. Ergänzung“ sah 2014 vor, dass die Straße in Weiche den Namen „Goldener-Scheckenfalter-Savanne“ erhalten sollte. Die Begründung lautete: „Der Goldene Scheckenfalter (Euphydryas aurinia) ist ein Schmetterling, der laut Presseveröffentlichung seit etwa 70 Jahren bei uns als verschollen gilt. Die Stiftung Naturschutz Schleswig-Holstein hat nun dafür gesorgt, dass sich diese Falterart auch in Flensburg wieder heimisch fühlen würde, wenn es sie hier denn noch gäbe. Diesen Einsatz sollte die Stadt Flensburg, deren Tierwelt maßgeblich von den Auswirkungen der Entwicklungsmaßnahmen profitiert, durch Benennung einer Straße würdigen. [...] In der Gartenstadt Weiche wurden bereits mehrere Straßen nach Schmetterlingsarten benannt, beispielsweise Kohlweißlingsweg oder Bläulingsweg. Leider wurden bislang nur Straßen nach Schmetterlingsarten benannt, die in unserer Region auch tatsächlich vorkommen. Mit der Benennung nach dem Goldenen Scheckenfalter wird eine weitere Voraussetzung geschaffen, damit sich auch ein eventuell zurückkehrendes Exemplar dieser bislang verschollenen Art hier willkommen fühlt. Die Benennung von Straßen nach Geländebesonderheiten ist im benannten Gebiet bereits gebräuchlich (z. B. Hagen, Furt). Mit dem Namensteil "Savanne" wird das Verdienst der Maßnahmenträger gewürdigt, den Flensburgern die erste Savanne in diesem Teil der Welt beschert zu haben.“ Der Antrag wurde abgelehnt, die Straße wurde offiziell nach Johannes Mejer benannt und als „Johannes-Mejer-Weg“ ausgewiesen. Auf aktuellen Karten ist die Straße noch nicht zu finden. Die Straße geht vom Jägerweg ab. | Lage, Weiche (PLZ 24941)                  |        |
| Johann-Holste-Weg                      | Benannt nach dem königlichen Amtsschreiber Johann Holste, dem Erstbesitzer des Sünderuphofes. | Lage, Tarup (PLZ 24943)                   |        |
| Johann-Holtz-Weg                       | Nach dem Schriftkünstler und Grafiker Johann Holtz (* 1875; † 1944) benannt, der sich um 1920 in Flensburg niederließ. (Er ist nicht zu verwechseln mit Johann Daniel Holz.) | Lage, Nordstadt (PLZ 24939)               |        |
| Johannisallee Johannesallé             | Die Johannisallee beginnt südlich der Flensburger Fachhochschule und verläuft nördlich, wo sie von der Kanzleistraße gekreuzt wird. Die Johannisallee endet bei der Johannistreppe. Benannt wurde die Allee nach dem nahgelegenen Kirchspiel St. Johannis, zu dem das Gebiet gehörte. | Lage, Sandberg (PLZ 24937)                |        |
| Johanniskirchhof Skt. Hans Kirkeplads  | Nach dem Kirchhof der Johanniskirche benannt. Der Friedhof rund um die Kirche wurde nach 1813 nicht mehr genutzt und im Jahr 1840 aufgelöst. In der Zeit nach 1813 wurden die Toten auf dem Alten Friedhof beigesetzt. Zum ehemaligen Friedhof ist offenbar nur wenig bekannt. – In Flensburg existiert zum Kirchhof eine Sage. Ein studierter Flensburger wohnte in einem Haus am Kirchhof. In einer hellen Mondnacht schaute dieser zum Fenster hinaus. Da sah er wie aus einem der nahen Gräber eine weiße Gestalt emportstieg. Er beschwichtigte sich und fragte den Geist, was seine Grabesruhe störe. Der Geist antwortete: „Ich gehöre zu denen, die berufen sind, einen groben Sünder zu warnen, damit er sich bekehre, solange es Zeit ist. In dieser Nacht 'war' ich an der Reihe.“ | Lage, Jürgensby (PLZ 24937)               |        |
| Johannisstraße Johannesgade            | Straße des Johannisviertels, offensichtlich benannt nach der Johanniskirche. Die Straße erhielt ihren Namen offiziell am 15. März 1881 zugesprochen. | Lage, Jürgensby (PLZ 24937/24939)         |        |
| Johannistreppe Johannestrappen         | Die Treppe wurde früher Hexentreppe genannt, warum ist nicht bekannt. Ein Zusammenhang der Treppe mit Hexen oder der Hexenverfolgung ist nicht belegt. Genauso wenig wurde erforscht, ob die Nutzung der Treppe zu Hexenschüssen führt oder sie diese mildert. Die Treppe führt hoch zur Straße Sandberg. In den 1910er Jahren wurde sie ausgebaut. Seit dieser Zeit wird sie Johannistreppe genannt; Vgl. Johanniskirche (Flensburg). | Lage, Sandberg (PLZ 24937)                |        |
| Johan-Thomas-Lundbye-Weg               | Die Straße wurde nicht nach dem dänischen Maler Johan Thomas Lundbye, sondern nach dem dänischen Ingenieur Johan Thomas Lundbye (* 1874; † 1951) benannt. | Lage, Weiche (PLZ 24941)                  |        |
| John-Brinkmann-Weg John Brinckmans Vej | Nach John Brinckman benannt. | Lage, Westliche Höhe (PLZ 24939)          |        |
| Jordberg                               | Die Straße zwischen der Nordstraße (B 199) und Hestoft erhielt im Jahr 2007 ihren Namen und greift eine historische Flurbezeichnung auf. Der Name der Straße stammt aus dem Dänischen, genauso wie der Name der benachbarten Straße Hestoft. Im Dänischen bedeutet „Jord“ Boden oder Erde. Einen namensgleiche Straße gibt es auch in Uelsby. Die Straße wurde in der Zeit des letzten Bauabschnittes der nahegelegenen Osttangente (fertiggestellt 2006) angelegt. Die dem Namen zugrundeliegende Geländeerhebung blieb trotz der Baumaßnahmen erhalten. | Lage, Mürwik (PLZ 24944)                  |        |
| Joseph-Haydn-Straße                    | Benannt am 27. September 1962 nach Joseph Haydn. Die Straße liegt im westlichen Bereich des Stadtteils Engelsby. Da viel der dortigen Straßen Namen bekannter Komponisten tragen, wird dieser Bereich auch Musikerviertel genannt. | Lage, Engelsby (PLZ 24943)                |        |
| Jungfernstieg Jomfruestien             | Neben Hamburg (vgl. Jungfernstieg) und anderen Hafenstädten besitzt auch Flensburg eine Straße dieses Namens. Die Straße kann als kleiner Spazierweg zum Konventgarten genutzt werden. | Lage, Sandberg (PLZ 24937)                |        |
| Junkerhohlweg Junker Hulvej            | Der Straßenname, der 1823 erstmals bezeugt wurde, bezieht sich möglicherweise auf einen Junker der im Mittelalter dort beim Hohlweg, welcher zum Duburgareal führt, wohnte (vgl. Eddeboe auf dem Junkerplatz, Hof Flenstoft sowie Duburg). Alternativ ist es nur ein weiterer Straßenname mit einem einfachen Bezug zur Duburg. Die dortige Junkerhohlweg-Kaserne wurde gemäß dem Straßennamen benannt. | Lage, Neustadt (PLZ 24939)                |        |
| Jupiterweg Jupitervej                  | In der Gegend existieren verschiedene Straßen die nach Planeten benannt wurden; vgl. Jupiter, weshalb das dortige Viertel den Namen Sternenviertel erhielt. | Lage, Engelsby (PLZ 24943)                |        |
| Jürgensgaarder Straße Jørgensgårdegade | Vgl. Jürgensgaard | Lage, Jürgensby (PLZ 24943)               |        |
| Jürgenshof Jørgensgård                 | Die Straße liegt in Jürgensby. Dort befindet sich heutzutage, unter der Adresse Bachstraße 6, die Seniorenresidenz Jürgenshof. | Lage, Jürgensby (PLZ 24943)               |        |

Fußnoten
1. ↑  Flensburger Tageblatt: Flensburg Ringstrasse: Die Jahrtausend-Allee wurde, vom: 4. Oktober 2017; abgerufen am: 4. Oktober 2017
2. ↑  Die Duburg, Festung und Schloss auf der westlichen Höhe (Memento des Originals vom 21. Juni 2015 im Internet Archive)  Info: Der Archivlink wurde automatisch eingesetzt und noch nicht geprüft. Bitte prüfe Original- und Archivlink gemäß Anleitung und entferne dann diesen Hinweis., Seite 7 und 10
3. ↑  Die Duburg, Festung und Schloss auf der westlichen Höhe (Memento des Originals vom 21. Juni 2015 im Internet Archive)  Info: Der Archivlink wurde automatisch eingesetzt und noch nicht geprüft. Bitte prüfe Original- und Archivlink gemäß Anleitung und entferne dann diesen Hinweis., Seite 7 und 10
4. ↑  RV-37/2014 1. Ergänzung (Memento des Originals vom 2. April 2015 im Internet Archive)  Info: Der Archivlink wurde automatisch eingesetzt und noch nicht geprüft. Bitte prüfe Original- und Archivlink gemäß Anleitung und entferne dann diesen Hinweis. (auf der Seite der FDP) beziehungsweise Öffentliche Sitzungsunterlagen (aktualisiert: 22. Mai 2014) (6.150 kB), Seite 132
5. ↑  Flensburger Tageblatt: Oeversee: Neue Heimat für drei Bleiglasfenster, vom: 18. Juli 2017; abgerufen am: 18. November 2019
6. ↑  Flensburger Tageblatt: Schleichwege: Flensburgs gut versteckte Allee, vom 17. Mai 2014; abgerufen am: 4. März 2015
7. ↑  Dieter Pust: Flensburger Straßennamen. Gesellschaft für Flensburger Stadtgeschichte, Flensburg 2005, Artikel: Johanniskirchhof
8. ↑  Die Sage wurde 1929 erstmals aufgezeichnet. In dieser heißt es „am“ also „an dem Kirchhof“, womit offensichtlich der Johanniskirchhof gemeint ist. Im Jahr der Aufzeichnung waren der Nikolaikirchhof und der Marienkirchhof (die im Stadtgebiet lagen) schon lange überpflastert, waren dementsprechend nicht mehr als Friedhöfe erkennbar. Außerdem befanden sich damals an besagten Kirchhöfen keine Wohnhäuser, so dass zum Zeitpunkt der Aufzeichnung eigentlich nur der Johanniskirchhof mit seinen erhaltenen Rasenflächen mit Bestimmtheit genannt werden konnte.
9. ↑  Gustav Friedrich Meyer: Schleswig-Holsteiner Sagen, Jena 1929 beziehungsweise Gundula Hubrich-Messow: Sagen und Märchen aus Flensburg. Husum 1992, S. 14
10. ↑  Vgl. Stadtarchiv Flensburg: Ausbau der "Hexentreppe" (zwischen Sandberg und Teichstraße) intus: 2 Pläne
11. ↑  Beschlussvorlage. Umwelt- und Planungsausschuss am 06.02.2007. Ratsversammlung am 15.02.2007. Straßenbenennungen, abgerufen am: 20. Januar 2019
12. ↑  Auf den alten Straßenkarten vor dem Bau der Osttangente ist die Straße daher auch nicht zu finden.
13. ↑  Beschlussvorlage. Umwelt- und Planungsausschuss am 06.02.2007. Ratsversammlung am 15.02.2007. Straßenbenennungen, abgerufen am: 20. Januar 2019
14. ↑  Flensburg, Stadtteil — Engelsby (Memento vom 18. November 2010 im Internet Archive); abgerufen am 18. Februar 2015
15. ↑  Lutz Wilde: Denkmaltopographie Bundesrepublik Deutschland, Kulturdenkmale in Schleswig-Holstein. Band 2, Flensburg, Seite 332
16. ↑  Die Duburg, Festung und Schloss auf der westlichen Höhe (Memento des Originals vom 21. Juni 2015 im Internet Archive)  Info: Der Archivlink wurde automatisch eingesetzt und noch nicht geprüft. Bitte prüfe Original- und Archivlink gemäß Anleitung und entferne dann diesen Hinweis., Seite 7 und 10
17. ↑  Andreas Oeding, Broder Schwensen, Michael Sturm: Flexikon. 2009, Artikel: Jürgenshof
18. ↑  Das Örtliche. Jürgenshof Seniorenresidenz GmbH. Bachstr. 6 24943 Flensburg - Jürgensby, abgerufen am: 24. November 2019